# Lijst van oorlogsmonumenten in Alphen-Chaam
De Nederlandse gemeente Alphen-Chaam heeft twee oorlogsmonumenten. Hieronder een overzicht.
| Nr.  | Object          | Herdachte groep | Ontwerper | Onthulling      | Type      | Locatie                  | Plaats    | Coördinaten                   | Foto            |
| ---- | --------------- | --- | --------- | --------------- | --------- | ------------------------ | --------- | ----------------------------- | --------------- |
| 2994 | Oorlogsmonument | overig |           | 23 juni 2007    | plaquette |                          | Strijbeek | 51° 29' 35" NB, 4° 47' 41" OL |                 |
| 3372 | Oorlogsmonument | militairen in dienst van het Ned. Kon. 1940-1945, geallieerde militairen, militairen in dienst van het Ned. Kon. na 1945, verzet Nederland |           | 28 oktober 1994 | zuil      | Raadhuisplein 3, 4861 RW | Chaam     | 51° 30' 12" NB, 4° 51' 54" OL | Oorlogsmonument |

Alphen-Chaam ·
Altena ·
Asten ·
Baarle-Nassau ·
Bergeijk ·
Bergen op Zoom ·
Bernheze ·
Best ·
Bladel ·
Boekel ·
Boxtel ·
Breda ·
Cranendonck ·
Deurne ·
Dongen ·
Drimmelen ·
Eersel ·
Eindhoven ·
Etten-Leur ·
Geertruidenberg ·
Geldrop-Mierlo ·
Gemert-Bakel ·
Gilze en Rijen ·
Goirle ·
Halderberge ·
Heeze-Leende ·
Helmond ·
's-Hertogenbosch ·
Heusden ·
Hilvarenbeek ·
Laarbeek ·
Land van Cuijk ·
Loon op Zand ·
Maashorst ·
Meierijstad ·
Moerdijk ·
Nuenen, Gerwen en Nederwetten ·
Oirschot ·
Oisterwijk ·
Oosterhout ·
Oss ·
Reusel-De Mierden ·
Roosendaal ·
Rucphen ·
Sint-Michielsgestel ·
Someren ·
Son en Breugel ·
Steenbergen ·
Tilburg ·
Valkenswaard ·
Veldhoven ·
Vught ·
Waalre ·
Waalwijk ·
Woensdrecht ·
Zundert